# Лондонський зоопарк

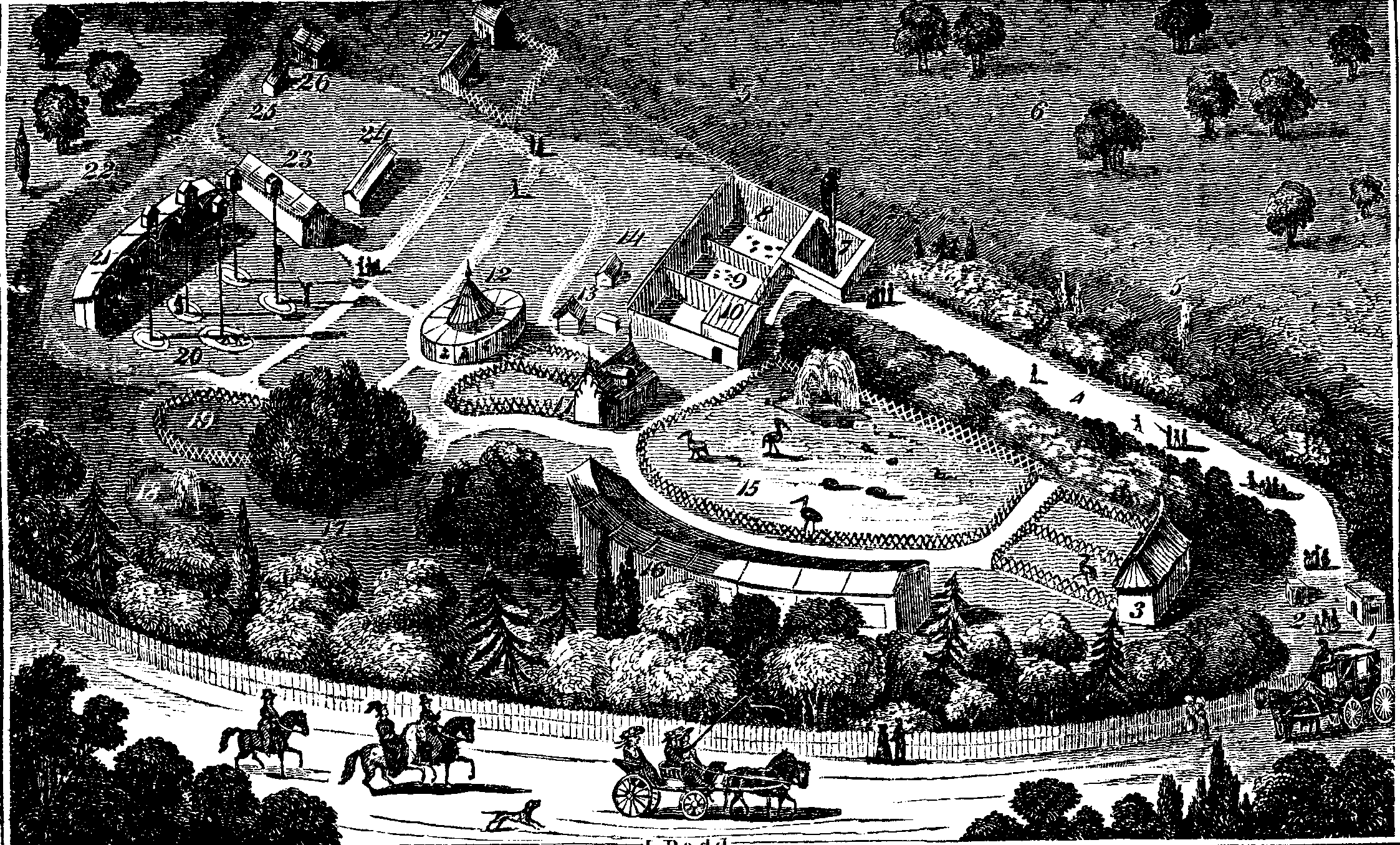
Проєкт зоологічного саду, 1828

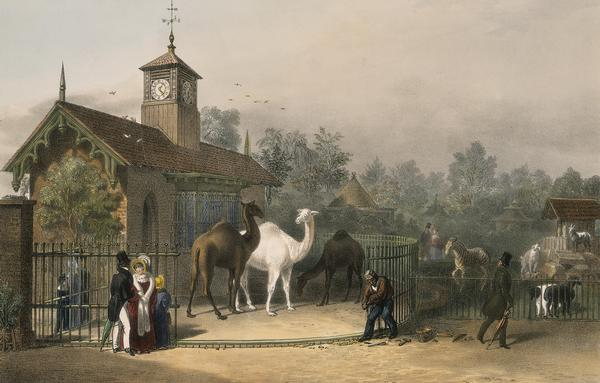
Зоологічний сад, 1835

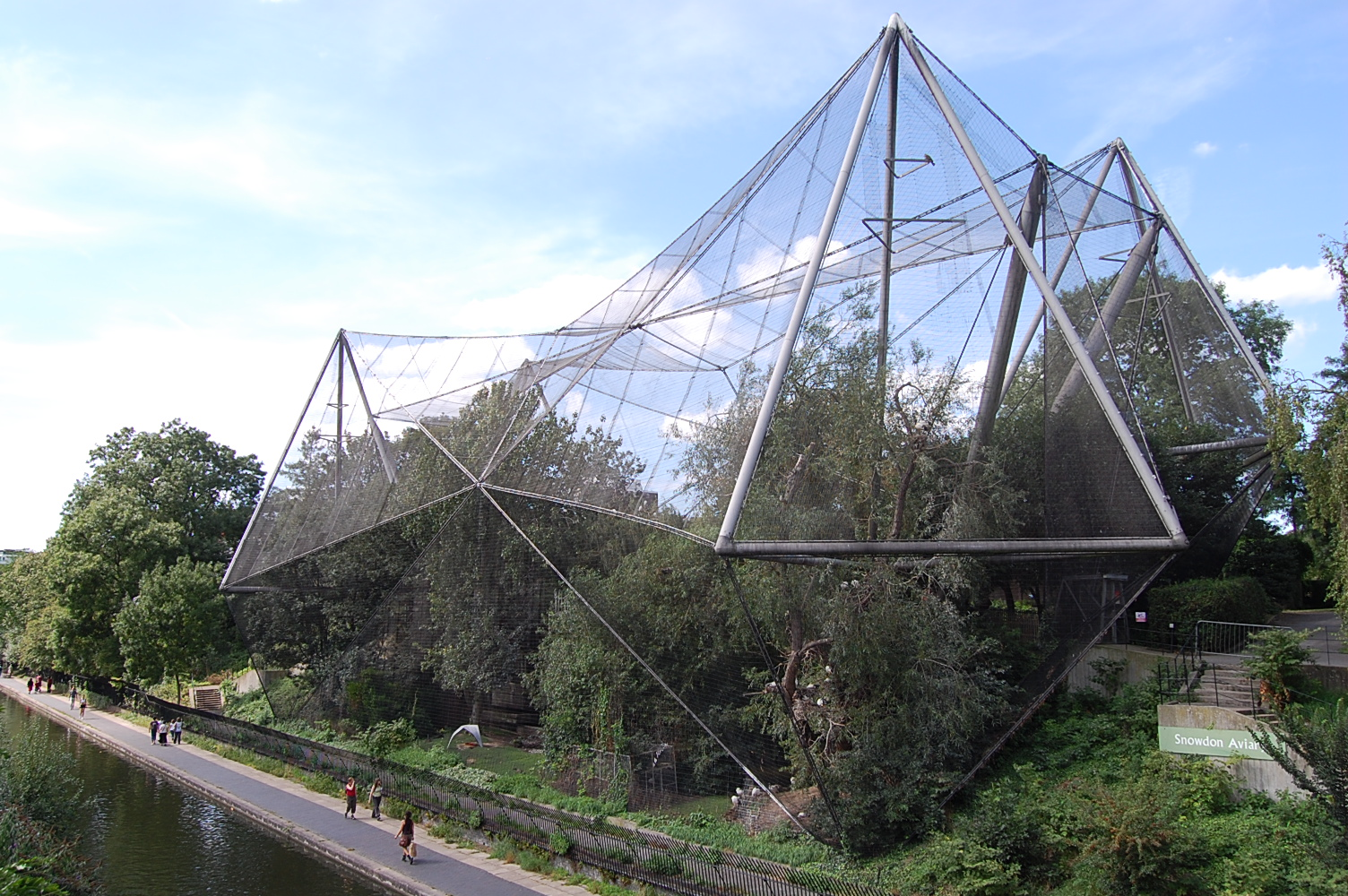
Авіарій

Лондонський зоопарк (англ. London Zoo) — найстаріший науковий зоопарк у світі.

## Історія
Заснований в Лондоні 27 квітня 1828 як зоологічна колекція, призначена для наукових досліджень. З 1847 відкритий для публічних відвідувань. Одна з найбільших зоологічних колекцій в Сполученому Королівстві (станом на 2006 — 16 802 особи тварин 755 видів). Адміністративно підпорядкований створеному в 1826 Зоологічному товариству Лондона (ЗТЛ). Розташований в північній частині Ріджентс-парку на кордоні між районами Вестмінстер і Камден.
На території, що належить Зоологічному товариству Лондона, відкриті перші у світі загальнодоступні серпентарій (1849), акваріум (1853), інсектарій (1881), дитячий зоопарк (1938). У 2001 слони, носороги й інші великі тварини переведені з Лондонського зоопарку в зоопарк Віпснейд у Бедфордширі, який також працює під егідою ЗТЛ .
Зоологічне товариство Лондона не отримує офіційного фінансування, покладаючись на внески «учасників» (англ. Fellows), «друзів» (англ. Friends) і «членів» (англ. Members), а також доходи від продажу вхідних квитків і субсидії від благодійних організацій .
«Круглий дім» (англ. Round House) для горил, побудований 1933 року за проєктом архітектора Бертольда Лубеткіна, став одним з перших модерних будівель у Великій Британії. 1934 року за проєктом Лубеткіна був побудований басейн для пінгвінів.